# توم روثمان
توم روثمان (بالإنجليزية: Tom Rothman)‏ هو محامي وشخصية أعمال أمريكي، ولد في 21 نوفمبر 1954 في بالتيمور في الولايات المتحدة.

## وصلات خارجية
- الموقع الرسمي
- توم روثمان على موقع IMDb (الإنجليزية)
- توم روثمان على موقع قاعدة بيانات الفيلم (الإنجليزية)